# تپه آشی
تپه آشی مربوط به دوران پیش از تاریخ ایران باستان است و در شهرستان بوکان، بخش سیمینه ـ روستای قره موسان واقع شده و این اثر در تاریخ ۱۶ دی ۱۳۴۵ با شمارهٔ ثبت ۵۸۲ به‌عنوان یکی از آثار ملی ایران به ثبت رسیده است.